# Brenda Romero

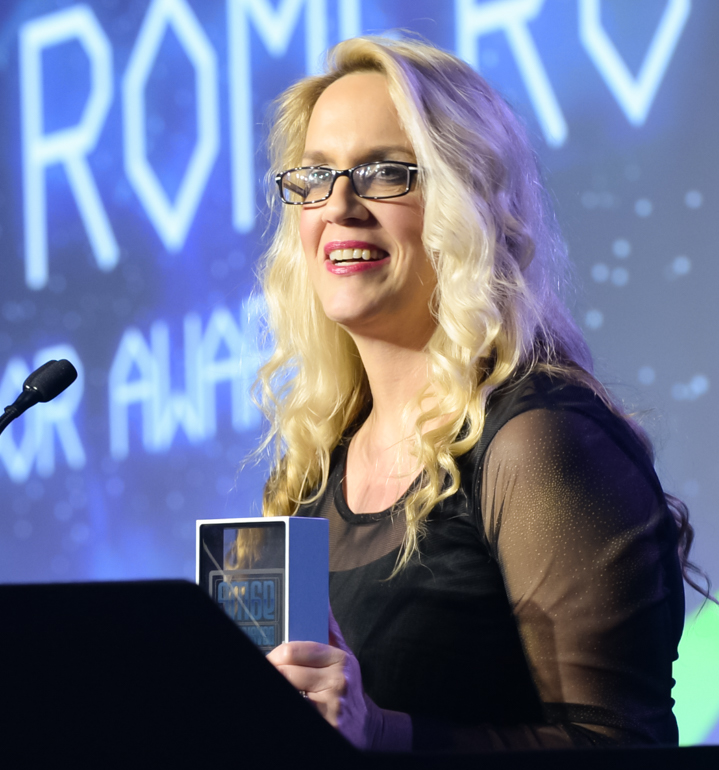
Brenda Romero, 2015.

Brenda Louise Romero, flicknamn: Garno och tidigare känd som Brenda Brathwaite, född 12 oktober 1966 i Ogdensburg, New York, är en amerikansk speldesigner och författare. Hon arbetar främst med datorspel inom genren datorrollspel och har varit involverad i spelserien Wizardry. Romero har även författat boken "Sex in video games".